# Melchor Guamán Maita
Melchor Guamán Maita (Cusco, siglo XVII - Cusco, siglo XVIII) fue un escultor indígena activo en Cusco en el primer tercio del siglo XVIII.
Empleó la técnica del maguey, característica del área andina, para hacer la armazón de las figuras, que eran revestidas de telas encoladas reservando para el rostro una mascarilla de pasta de yeso a la que se policromaba y se le añadía ojos de vidrio, dientes o cabellos, aunque también utilizó la madera como en la imagen de San Francisco (1713) para el templo franciscano de Cusco. Su estilo se caracteriza por un modelado que acentúa las expresiones de los rostros.

## Obras
Entre las obras que tradicionalmente se le atribuyen cabe destacar:
- El Santo Domingo del altar mayor de la iglesia del convento de Santo Domingo.
- El San Pedro Nolasco y el San Agustín de la iglesia de la Merced.
- Las imágenes procesionales de San Sebastián y San Cristobal.